# Olivier Trassard
Olivier Trassard, né le 29 septembre 1962 à Jouy (Eure-et-Loir), est un footballeur français reconverti entraîneur.

## Biographie
Lors de la saison 1980-1981, avec l'équipe juniors de l'US Orléans, Olivier Trassard atteint les quarts de finale de la Coupe Gambardella. Cette équipe, emmenée notamment par Trassard et ses coéquipiers Lionel Hénault, Alain Noël et Pierre-Yves Boitard, bat le Limoges FC (3-0) et l'AS Saint-Étienne, un des meilleurs centre de formation de cette période (2-0). L'US Orléans joue ensuite au stade du Ray de l'OGC Nice, pour une place en finale, mais elle s'incline lourdement (7-1) dont trois buts de Daniel Bravo.
Pour la saison 1989-1990, Trassard quitte l'US Orléans et rejoint le RC Lens. Il prend part à 22 matchs de championnat dont vingt en tant que titulaire. Il retrouve ensuite son entraîneur de l'époque orléanaise, Jacky Lemée, à l'US Créteil-Lusitanos (1991-1994).
Lors de la saison 2009-2010, Olivier Trassard fait partie de l'encadrement technique de l'US Orléans aux côtés de Yann Lachuer et Jacky Lemée. Il est ensuite mis à l'écart.
Pour la saison 2011-2012, Olivier Trassard devient entraîneur de l'Union sportive lectouroise de football située à Lectoure dans le Gers.
En mai 2014, Olivier Trassard participe à un match de gala à Fleury-les-Aubrais au profit de la lutte contre l'insuffisance rénale organisé par l'association Santé Plus Orléans. L'occasion de revoir à l’œuvre certaines gloires du football départemental comme Alain Noël et Lionel Hénault.